# Білоцерківська полкова сотня
Білоцерківська полкова сотня (сотні)  — утворилася на початку Хмельниччини у складі Білоцерківського полку на основі реєстрової сотні Білої Церкви (нині місто і районний центр у Київській обл.)
За Зборівським реєстром у 1649 році нараховувала 1044 козаків і складалась десь із семи підрозділів.
Серед старшини був і городовий отаман Стефан-Адам Мазепа — батько майбутнього гетьмана Івана Мазепи.

### Сотники
- Колодченко Павло (1649)
- Гребінка (? — 1651—1653)
- Мальченко Семен (? — 1654 — ?)
- Деркач Тиміш (?)
- Ничипорович Дмитро (? — 1б58 — 1659)
- Ярмоленко Петро (? — 1659 — ?)
- Дубляник Михайло (? — 1661 — ?)
- Жилий Гнат (? — 1665 — ?)